# Tenualosa
Tenualosa è un genere di pesci ossei marini e d'acqua dolce appartenente alla famiglia Clupeidae.

## Distribuzione e habitat
I membri del genere si incontrano nell'Oceano Indiano e nell'ovest dell'Oceano Pacifico, prevalentemente in regioni tropicali o subtropicali. Tenualosa thibaudeaui vive in acqua dolce nel bacino del Mekong. Le specie marine genere sono anadrome o comunque legate ai corsi d'acqua dolce.

## Specie
- Tenualosa ilisha
- Tenualosa macrura
- Tenualosa reevesii
- Tenualosa thibaudeaui
- Tenualosa toli[1]